# 39. Infanterie-Brigade (Deutsches Kaiserreich)
Die 39. Infanterie-Brigade war ein von 1866 bis 1915 bestehender Großverband der Preußischen Armee.

## Geschichte
Die Brigade wurde nach dem Deutschen Krieg am 11. Oktober 1866 in Göttingen aufgestellt. Ihr waren die Infanterie-Regimenter Nr. 56 und 79 sowie die Landwehr-Bataillone Hannover, Hildesheim und Göttingen unterstellt. Gemeinsam mit der 40. Infanterie- und der 20. Kavallerie-Brigade bildete sie die 20. Division des X. Armee-Korps. Ab 1867 befand sich das Brigadekommando in Hannover. Im Jahr darauf formierten sich die Landwehr-Bataillone zum Landwehr-Regiment Nr. 79, aus dem die Bezirkskommandos Hildesheim und Göttingen hervor gingen.
Nach dem Krieg gegen Frankreich schied das 7. Westfälische Infanterie-Regiment Nr. 56 aus dem Brigadeverband und wurde durch das 2. Hessische Infanterie-Regiment Nr. 82 ersetzt. Anstelle dieses Verband trat Ende Januar 1899 das 4. Hannoversche Infanterie-Regiment Nr. 164.

### Deutsch-Französischer Krieg
Im Deutsch-Französischen Krieg nahm die Brigade am 16. August 1870 zunächst an der Schlacht bei Mars-la-Tour und zwei Tage später an der Schlacht bei Gravelotte teil. Anschließend beteiligte sie sich bis zum 27. Oktober an der Einschließung von Metz und war zwischenzeitlich am 7. Oktober 1870 in die Schlacht bei Bellevue eingebunden. Ende November folgten Kämpfe bei Beaune-la-Rolande und Maizières sowie Mitte Dezember bei Serqueu-Château und Vendôme. Nach dem Jahreswechsel nahm die Brigade am Gefecht bei Montoire und am 12. Januar 1871 an der Schlacht bei Le Mans teil.

### Erster Weltkrieg
Der Großverband rückte nach der Mobilmachung anlässlich des Ersten Weltkriegs in das neutrale Belgien ein und beteiligte sich an der Eroberung von Lüttich sowie den Kämpfen um Namur. Im Anschluss daran rückte die Brigade im Verbund der 20. Infanterie-Division nach Frankreich vor, wo sie sich an den Schlachten bei St. Quentin und am Petit Morin teilnahm. Ab Mitte September 1914 lag sie in Stellungskämpfe an der Aisne, wo die Brigade am 22. März 1915 aufgelöst wurde. Das Infanterie-Regiment „von Voigts-Rhetz“ (3. Hannoversches) Nr. 79 und das 4. Hannoversche Infanterie-Regiment Nr. 164 trat zur 40. Infanterie-Brigade.

## Kommandeure
| Dienstgrad          | Name                                  | Datum                                                                       |
| ------------------- | ------------------------------------- | --------------------------------------------------------------------------- |
| Generalmajor        | Wilhelm von Hiller                    | 30. Oktober 1866 bis 13. Juli 1868                                          |
| Oberst/Generalmajor | Emil von Woyna                        | 14. Juli 1868 bis 7. März 1873                                              |
| Oberst              | Eduard von Valentini                  | 23. Oktober 1870 bis 18. Februar 1871 und 11. Mai bis 6. Juni 1871 (Führer) |
| Oberst/Generalmajor | Wilhelm von Massow                    | 08. März 1873 bis 4. Februar 1878                                           |
| Generalmajor        | Ludwig von Kloeden                    | 05. Februar 1878 bis 11. März 1881                                          |
| Oberst/Generalmajor | Hermann von der Groeben               | 12. März 1881 bis 5. Dezember 1883                                          |
| Generalmajor        | Allwiel von Sommerfeld und Falkenhayn | 06. Dezember 1883 bis 13. Juli 1885                                         |
| Oberst              | Hermann von Blomberg                  | 14. Juli bis 15. September 1885 (mit der Führung beauftragt)                |
| Generalmajor        | Hermann von Blomberg                  | 16. September 1885 bis 11. Juli 1888                                        |
| Oberst              | Hermann von Mertens                   | 12. Juli bis 1. August 1888                                                 |
| Generalmajor        | Hermann von Mertens                   | 02. August 1888 bis 12. August 1889                                         |
| württ. Generalmajor | Wilhelm von Pfaff                     | 16. August 1889 bis 21. November 1890                                       |
| Oberst              | Erdmann von Schweinichen              | 22. November bis 14. Dezember 1890 (mit der Führung beauftragt)             |
| Generalmajor        | Erdmann von Schweinichen              | 15. Dezember 1890 bis 19. Oktober 1891                                      |
| Generalmajor        | Friedrich von Alvensleben             | 20. Oktober 1891 bis 13. Mai 1894                                           |
| Oberst              | Karl von Unruh                        | 14. Mai bis 15. Juni 1894 (mit der Führung beauftragt)                      |
| Generalmajor        | Karl von Unruh                        | 16. Juni 1894 bis 16. Juni 1897                                             |
| Oberst              | Adolf von Rosenberg-Gruszcynski       | 17. Juni bis 19. Juli 1897                                                  |
| Generalmajor        | Adolf von Rosenberg-Gruszcynski       | 20. Juli 1897 bis 17. Mai 1901                                              |
| Oberst              | Wilhelm von Kanitz                    | 18. Mai bis 15. Juni 1901 (mit der Führung beauftragt)                      |
| Generalmajor        | Wilhelm von Kanitz                    | 16. Juni 1901 bis 26. Januar 1905                                           |
| Generalmajor        | Alfred von Lyncker                    | 27. Januar 1905 bis 20. Mai 1907                                            |
| Generalmajor        | Ferdinand von Quast                   | 21. Mai 1907 bis 20. März 1908                                              |
| Generalmajor        | Adolf Digeon von Monteton             | 21. März 1908 bis 21. März 1910                                             |
| Oberst              | Karl von Willisen                     | 22. März bis 19. April 1910 (mit der Führung beauftragt)                    |
| Generalmajor        | Karl von Willisen                     | 20. April 1910 bis 26. Januar 1911                                          |
| Oberst              | Walther von Lüttwitz                  | 27. Januar bis 19. März 1911 (mit der Führung beauftragt)                   |
| Generalmajor        | Walther von Lüttwitz                  | 20. März bis 20. April 1911                                                 |
| Oberst              | Richard von Webern                    | 21. April bis 18. Juli 1911 (mit der Führung beauftragt)                    |
| Generalmajor        | Richard von Webern                    | 19. Juli 1911 bis 2. März 1914                                              |
| Oberst              | Arthur von Lüttwitz                   | 03. März bis 21. April 1914 (mit der Führung beauftragt)                    |
| Generalmajor        | Arthur von Lüttwitz                   | 22. April bis 1. August 1914                                                |
| Oberst              | Rudolf von L’Estocq                   | 02. August 1914 bis 25. März 1915                                           |